# T'Pau
 (février 2019).
Si vous disposez d'ouvrages ou d'articles de référence ou si vous connaissez des sites web de qualité traitant du thème abordé ici, merci de compléter l'article en donnant les références utiles à sa vérifiabilité et en les liant à la section « Notes et références ».

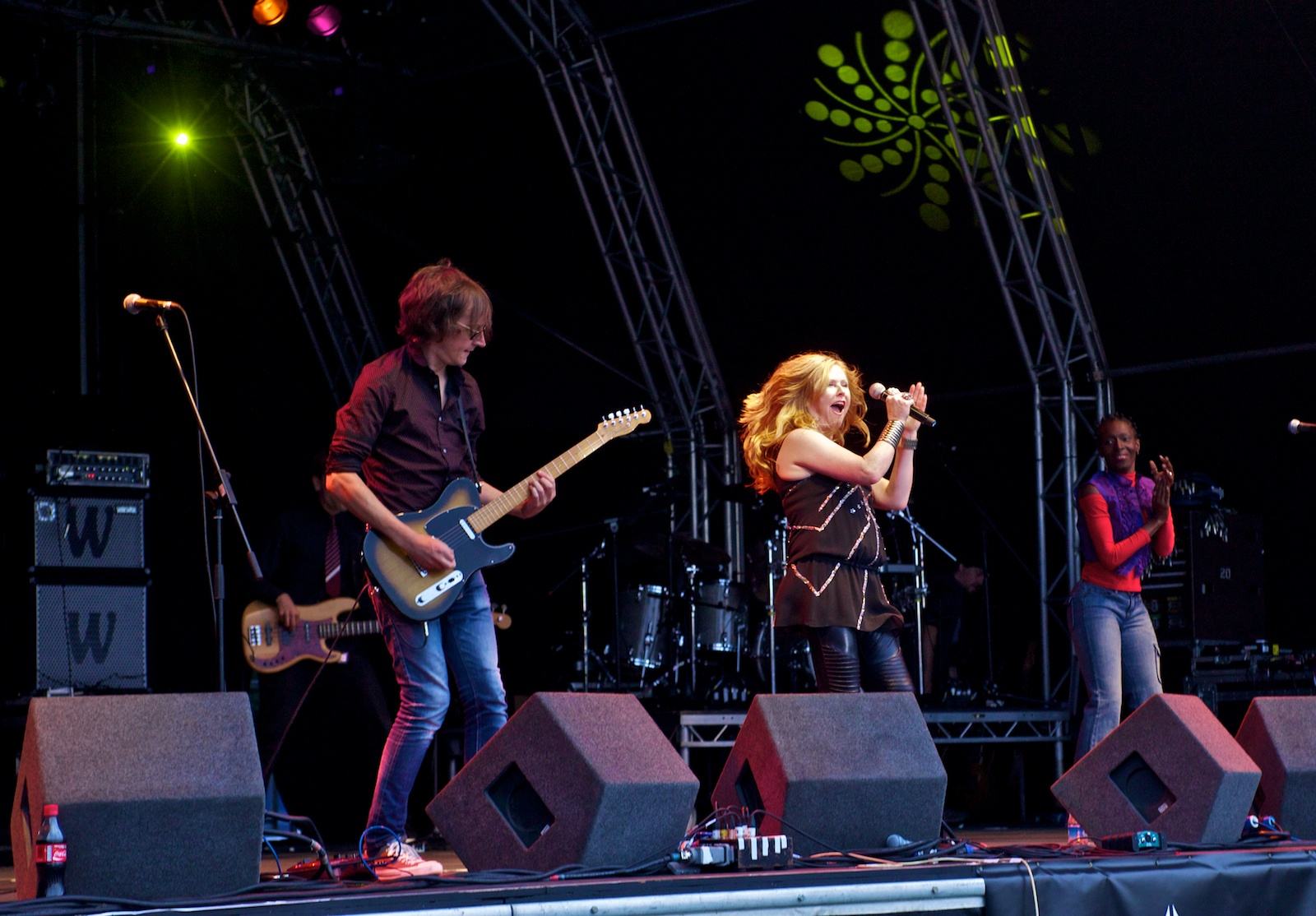
T'Pau, 2010

T'Pau (/təˈpaʊ/) est un groupe de rock de la fin des années 1980 mené par la chanteuse Carol Decker. Ils ont eu plusieurs succès aux États-Unis ainsi qu'en Europe; actuellement, Carol Decker poursuit une carrière faite de show en solo et de concerts pour nostalgiques.

## Histoire
T'Pau s'est formé en 1986 en empruntant le nom d'un personnage de la série Star Trek, de la planète Vulcain. Leur première création est un single sorti en 1987, Heart & Soul, qui est un flop au Royaume-Uni mais un succès aux États-Unis, s'inscrivant même au U. S. Billboard Hot 100 chart à la quatrième place. Ce succès est lié à la popularisation faite par la marque vestimentaire Pepe Jeans, qui a choisi ce titre pour l'une de ses publicités. Exporté dans de nombreux pays, Heart & Soul devient finalement un hit en Angleterre également, quelques mois plus tard, entrant dans le UK Singles Chart et atteignant la 4e place comme aux États-Unis.
La même année, le groupe réitère avec China in Your Hand, probablement leur plus belle réussite. C'est une ballade en si bémol majeur au grand pouvoir lyrique, issue de l'album Bridge of Spies (intitulé simplement T'Pau aux États-Unis). Alors que le single[Quoi ?] ne connait qu'un succès tout relatif en Amérique, l'Europe le plébiscite, et notamment le Royaume-Uni, où il reste durant cinq semaines en tête du Hit parade. Le disque compte d'autres hits comme les titres Valentine, Sex Talk (reprise d'une première version ratée intitulée Intimate Strangers) ou encore I Will Be With You.

## Membre du groupe
Il se compose des artistes suivants:
- Carol Decker - chanteuse, auteure-compositrice et parolière ;
- Dean Howard - guitariste ;
- Ronnie Rogers - guitariste, compositeur ;
- Michael Chetwood - claviériste ;
- Tim Burgess - percussionniste et bassiste ;
- Paul Jackson - bassiste.

## Discographie
« UK » et « US »  désignent les hit parades locaux.

### Albums studio
- Bridge of Spies (1987, UK No. 1)
- Rage (1988, UK No. 4)
- The Promise (1991, UK No. 10)
- Red (1998)
- Pleasure & Pain (2015)

### Compilations
- Heart And Soul - The Very Best Of T'Pau (1993, UK No. 35)
- The Greatest Hits (1997)
- Greatest Hits Live! (2003)
- Hits (reprise, version remodelée de l'album The Greatest Hits) (2005)
- The Virgin Anthology (2017)

### Singles
- Heart and Soul (1987, US No. 4)
- Intimate Strangers (1987)
- Heart and Soul (reprise) (1987, UK No. 4)
- China in Your Hand (1987, UK No. 1)
- Bridge of Spies (1988, U.S./Allemagne)
- Valentine (1988, UK No. 9)
- Sex Talk (Live) (1988, UK No. 23)
- I Will Be With You (1988, UK No. 14)
- Secret Garden (1988, UK No. 18)
- Road To Our Dream (1988, UK No. 42)
- Only The Lonely (1989, UK No. 28)
- Whenever You Need Me (1991, UK No. 16)
- Walk On Air (1991, UK No. 62)
- Soul Destruction (1991)
- Only A Heartbeat (1991, U.S./Japon)
- Valentine (ressortie) (1993, UK No. 53)
- Heart and Soul '97 (1997)
- With A Little Luck (1998)
- Giving Up The Ghost (1999)
- Nowhere (2015)